# Je pourrais être votre grand-mère
Pour plus de détails, voir Fiche technique et Distribution.
Je pourrais être votre grand-mère est un court métrage français réalisé par Bernard Tanguy. Sorti en 2010, il a remporté plus de 60 prix en festival, a été nommé aux César et présélectionné aux Oscars en 2012 et sélectionné dans environ 150 festivals.

## Synopsis
Un jeune avocat d'affaires, touché par une vieille SDF roumaine qui lui rappelle sa grand-mère, se met à proposer aux SDF des pancartes au style humoristique et accrocheur.

## Fiche technique
- Titre : Je pourrais être votre grand-mère
- Réalisation : Bernard Tanguy
- Scénario : Joël Catherin et Bernard Tanguy
- Musique : Gaëtan Roussel, Stéphane Martens et Stromae
- Montage : Charlène Gravel
- Photographie : David Kremer
- Production : Bernard Tanguy et Benoît Blanchard
- Société de production : Rézina Productions
- Pays d'origine :  France
- Format : couleur - version 35 mm scope
- Durée : 18 min 30 s
- Date de sortie : 2010

## Distribution
- Jean-Toussaint Bernard : Olivier, l'avocat
- Ioana Geonea : elle-même (Joana)
- Frédérique Bel : la voisine
- Sandy Whitelaw : le big boss
- Daniel-Jean Cassagne : l'avocat chef
- Dorothée Lussey : la jeune avocate
- Oscar Relier : l'intervenant powerpoint

## Production
- Tournage du film à Paris

## Distinctions
- Nomination aux César du meilleur court métrage (2012)
- Présélectionné aux Oscars (2012)
- Lutin du public, Lutins du court-métrage (2012)